# Езофагитис
Езофагитис је запаљење слузокоже (унутрашњег слоја) једњака изазвано деловањем инфективних, хемијских механичких и пептичких узрочника. Према току запаљења езофагитис може бити акутан, или хроничан. Акутни езофагитис може бити катарални, или флегмонозни (гнојни), а хронични (дуготрајни) може бити хипетрофични, или атрофични.
Посебан облик езофагитиса, код деце, је еозинофилни езофагитис, који се манифестује изолованом еозинофилном инфилтрацијом слузокоже једњака са симптомима гастроезофагеалног рефлукса, са апсолутном еозиннофилијом од 500 до 800 и укупним IgE > 100. У око 6% случајева езофагатиса јавља се еозинофилни езофагитис, са инциденцом од 1:10.000 становника.

## Етиопатогенеза
Гастроезофагеални рефлукс
Езофагитис је најшчешће узрокован враћањем желудачног садржаја у једњак код гастроезофагеалне рефлуксне болести (ГЕРБ). Како желудачни садржај у себи садржи хлороводоничну киселину она иритира ткиво једњака и тимр изазива акутне запаљењске промене на слузокожи једњака.
Инфекција
Од инфективни узрочника запаљењске промене у слузокоже једњака могу изазвати: 
- Бактерије — грам позитивни бацили, у току шарлаха, еризипела, дифтерије, трбушног тифуса, колере и др.
- Вируси — из групе херпес симплекса, цитомегаловируса, херпес зостера.
- Гљивице — које могу испољити своје дејство код болесника са смањеном одбрамбеном способношћу организма у току разних обољења као што су шећерна болест, постоперацинони периоди, малигна обољења, СИДА и паразити.

Хемијски узрочници
Јаке киселине (сумпорна, азотна, сирћетна, хлороводонична) и базе (камена сода) унете споља, или унутрашњи секрети желуца и сок гуштераче.
Механички узрочници
Дејством страних тела, унетих задесно или намерно, или физичким дејство врелих или превише хладних напитака и јела може настати езофагитис
Остали узрочници
- злоупотерба алкохола и пушење дувана,[5]
- зрачење грудног коша (на пример, радиотерапија рака плућа),
- унос одређених лекова са мало течности (алендроната, доксициклина, рисендроната, тетрациклина, таблета калијума и витамина Ц),
- учестала повраћања.

## Класификације
Обим и тежина лезија процењују се коришћењем модификоване Савари-Милерове класификације и класификацији из Лос Анђелеса 
Савари-Милерова класификација рефлуксног езофагитиса:
| Степен         | Карактеристике |
| -------------- | --- |
| Први степен    | Појединачне или вишеструке ерозије које захватају један набор. Ерозије могу бити еритематозне или еритематозно-ексудативне |
| Други степен   | Вишеструке ерозије које захватају више од једног уздужног набора. Ерозије могу бити спојене без захватања целог обима      |
| Трећи степен   | Циркумферентне ерозије |
| Четврти степен | Чир(ови), стеноза |
| Пети степен    | Стубчасти епител континуиран са Z линијом, нециркумферентан, звездастог облика или циркумферентан тип (Беретов једњак )    |

| Степен   | Карактеристике                                                                                               |
| -------- | --- |
| Степен А | Један или више губитака слузокоже дужине не веће од 5 мм без континуитета на крају два набора слузокоже      |
| Степен Б | Један или више губитака слузокоже дужих вече од 5 мм без континуитета на крају два набора слузокоже          |
| Степен Ц | Цурење слузокоже са континуитетом између крајева два или више набора, које захвата мање од 75% обима једњака |
| Степен Д | Цурење слузокоже које захвата најмање 75% обима једњака                                                      |

## Клиничка слика
У зависности од узрочника који је довео до оштећења једњака, његовог активног својства, времена деловања, као и раније насталих (хроничних) промене у једњаку клиничка слика је јаче или слабије манифестна. 
Дисфагија
Симптоми су најчешће у виду дисфагије (поремећај гутања) разног интензитета, која је израженија у току конзумирања хране, и праћена је болом који се шири и повећаним излучивањем пљувачке (хиперсаливација).
Горушица
Кашаљ, праћен упалом грла и промуклошћу
Пораст температуре и болови
У случају ширења инфективног процеса, може настати повишена телесна температура и појава јаких болова иза грудне кости у миру.

## Дијагноза
Дијагноза езофагитиса поставља се на основу:
- Историје болести
- Физичког прегледа
- Ендоскопије.[6]
- Лабораторијских тестова, који се састоје у узимању и прегледу узорака садржаја из лумена једњака на бактерије вирусе и гљивице и класичним и биохемијским анализама крви и мокраће

## Тeрапија
Тeрапија зависи од узрочника и може бити:
- Антибиотска и антивирусна — ако је болест изазвана бактеријама и вирусима.
- Лаважа (испирање) једњака и желуца — ако је болест изазвана хемијским чиниоцима физиолошким раствором, млеком .
- Антишок терапија, уз примену спазмолитика и аналгетике, трансфузије крви — ако се ради езофагитису са већим крварењу.
- Исхрана назогастричном сондом — код тежих ерозивних процеса на једњаку
- Оперитивно — које се дилататорима или хируршким реконструкцијама ако се ради о перфорацији и крварењу које се не може зауставити лековима.[7]
- Дијетеска исхрана — која мора бити без зачина и агресевне хране са тешко сварљивих састојака и без чврстих остатака.

## Прогноза
У већини случајева, ако се рано започне лечење прогноза езовагитиса је повољна.
Компликације нелечене болести могу бити: 
Стварање ожиљака на једњаку (стриктура)
Због јаке стенозе једњака у његовим појединим деловима или целом дужином, могу настати крварења из насталих лезија (која могу бити и масивна) са појавом колапса и шока, па све до фаталног завршетка. 
- Перфорација (пуцање) једњака са запаљењем средогруђа (медијастинума) и сепсом.

У тежим случајевима могуће су перфорације зида једњака са изливањем садржаја у медијастинум (средогруђе) или у трбушну дупљу, као пратеће фистуле са трахејом, бронхом и великим крвним судовима. 
- Беретов једњак

Беретов једњак је једна од компликација езофагитиса са ГЕРБ која се сматра потенцијалним преканцерозним стањем.